# În zgomotul roților
În zgomotul roților (titlul original: în rusă Под стук колёс, transliterat: Pod stuk kolios) este un film dramatic de dragoste sovietic, realizat în 1959 de regizorul Mihail Erșov, povestirile „La școală” (В школу) și „Dragoste” (Любовь) ale lui Iuri Naghibin, protagoniști fiind actorii Iia Arepina, Pavel Kașlakov, Ivan Seleanin și Gherman Hovanov.

## Rezumat
Stând în compartimentul trenului, Egor își amintește de copilărie, de prietenia sa cu cea mai veselă dar și răutăcioasă fată din sat, Nastenka. 
Egor a plecat la Leningrad să studieze, iar Nastia, care a devenit o fată fermecătoare, a abandonat școala și a început să lucreze într-o casă de odihnă. Turiștii din capitală i-au prezis o carieră strălucitoare ca artistă, iar Nastia îmbătată de aceste complimente și-a uitat prietena Polina din copilărie. Oaspeții din capitală, care promiseseră că o vor invita la Moscova, au uitat însă și ei de ea.
Ajuns acasă de sărbători, Egor nu a găsit cuvintele potrivite pentru a o ajuta pe fată. Acum în tren, gata să să se întoarcă la Leningrad, Egor simte că este responsabil pentru soarta Nastiei. După ce trenul s-a pus în mișcare, Egor se decide și sare din tren și se întoarce în sat...

## Distribuție
- Iia Arepina – Nastia
- Pavel Kașlakov – Еgor
- Alla Firsova – Nastia în copilărie
- Victor Adeev – Еgor în copilărie
- Ivan Seleanin – Stepan Redkin, tatăl Nastiei
- Gherman Hovanov – Piotr Pozdneakov, tatăl lui Еgor
- Galina Iniutina – Pozdneakova, mama lui Egor
- Igor Dmitriev – Vasili Kovalski, lucrător cultural la casa de odihnă
- Arkadi Trusov – unchiul Ilia, fierar
- Lilia Gurova – Polina, prietena Nastiei
- Mihail Dubrava – un milițian
- Aleksei Pavlov – un milițian